# Гуна-Яла
Гуна-Яла (исп. Guna Yala, или Гунаяла, исп. Gunayala, в переводе с языка гуна — «Земля гуна», или «Земля куна») — автономное управление индейцев гуна (куна) со статусом комарки (района, исп. comarca, comarca indígena) на севере Панамы площадью 2393 км². Административный центр — поселок Гайгиргордуб.

## География
Территория управления составляет 2393 км². Комарка представляет собой узкую полосу земли, протянувшуюся вдоль побережья Карибского моря на 373 км. Граничит с провинцией Колон (на западе), провинциями Панама и Дарьен (на юге), комаркой Эмбера-Воунаан (на юго-востоке) и Колумбией (на востоке). На севере омывается водами Карибского моря. Помимо материковой части в состав комарки входят также более 350 островов в Карибском море, из которых лишь 36 обитаемы.

## История
4 июня 1870 года в составе Колумбии была создана комарка Туленега (исп. Tulenega), большая часть которой после отделения в 1903 году Панамы, вошла в состав этого нового государства. Индейцы гуна выступали за предоставление им большей автономии, в связи с чем произошла Революция гуна: 12 февраля 1925 года вожди 45 деревень и племён гуна на конференции в Аилиганди-Гуна провозгласили независимую от Панамы Республику Туле, получившую свой, основанный на испанском, флаг с древним символом гуна в центре — свастикой. В ходе восстания индейцы с использованием каноэ напали на несколько местных полицейских участков, в результате чего погибло 27 человек.

Флаг Республики Туле 12 февраля — 4 марта 1925, народа гуна и комарки Туленега (с 1938 — Сан-Блас) в 1925—1942

4 марта при посредничестве США было подписано мирное соглашение гуна с властями, согласно которому индейцам было обещано повышенное уважение их обычаев, отказ от навязывания новых школ, защита равных с другими гражданами Панамы прав, вывод полицейских сил из комарки, также были выпущены все заключённые-индейцы, оказавшиеся в тюрьме в ходе восстания. Индейцы, в свою очередь, обязались сложить оружие, отказаться от своей декларации независимости и соблюдать законы Панамы. Флаг гуна был сохранён в качестве флага всего народа гуна, а также комарки Туленега, которая в 1938 году была переименована в Сан-Блас (исп. San Blas — по названию входящих в неё архипелага и полуострова) в качестве официальной индейской автономии. В 1942 году из-за схожести символа индейцев гуна с нацистской свастикой, во флаг комарки были внесены изменения: в свастику было добавлено красное кольцо — символ колец-украшений, которые традиционно носят в носу индианки гуна, а цвет верхней и нижней полос был изменён с тёмно-оранжевого на красный. 23 декабря 1998 года комарка была переименована в Куна-Яла (исп. Kuna Yala), однако 22 ноября 2010 года название комарки было изменено на Гуна-Яла в связи с тем, что слово «гуна» является наиболее близким по звучанию к местной индейской транскрипции, что также связано с исключением (окончательно в 2011 году) из языка гуна буквы «K» (наряду с буквами «P» и «T»). Несмотря на исключение буквы «K» из языка гуна, официальное изменение названий 2-х соседних автономных индейских комарок (правда, субпровинциального уровня) Куна-де-Варганди и Куна-де-Мадуганди пока не произошло. Кроме того, в 2010 году флаг комарки также был изменён и приобрёл современный вид.

## Население
Согласно переписи 2010 года в Гуна-Яла проживают 33 109 человек, главным образом индейцы гуна.

## Управление
Высшим политико-административным органом комарки является избираемый на 2 года Генеральный Конгресс гуна, включающий в себя представителей каждой из 49 общин Гуна-Яла и избирающий 3 сагладуммагана (sagladummagan) — главных касика, представляющих автономию на региональном, национальном и международном уровнях.

## Административное деление
В административном отношении подразделяется на 49 общин, объединённых в 4 городских округа:
- Аилиганди
- Наргана
- Пуэрто-Обальдия
- Тубуала

## Экономика
Экономика Гуна-Яла основывается на сельском хозяйстве, рыболовстве, производстве различных ремесленных изделий и туризме. Основные с/х культуры включают бананы, кукурузу и сахарный тростник.